# Cornelia Sideri
Cornelia Sideri (ur. 29 grudnia 1938 w Bukareszcie, zm. 1 listopada 2017) – rumuńska kajakarka. Brązowa medalistka olimpijska z Tokio.
Zawody w 1964 były jej jedynymi igrzyskami olimpijskimi. Medal wywalczyła w kajakowej dwójce na dystansie 500 metrów. Płynęła z nią Hilde Lauer.